# 朴恩真
朴恩真（韩语： Park Eunjin，1999年12月15日—），生于庆尚南道，韩国女子排球运动员，她曾获得2018年亚洲运动会女子排球铜牌、2019年亚洲女子排球锦标赛铜牌。她也曾参加2020年夏季奥林匹克运动会。